# Hachikō-Statue

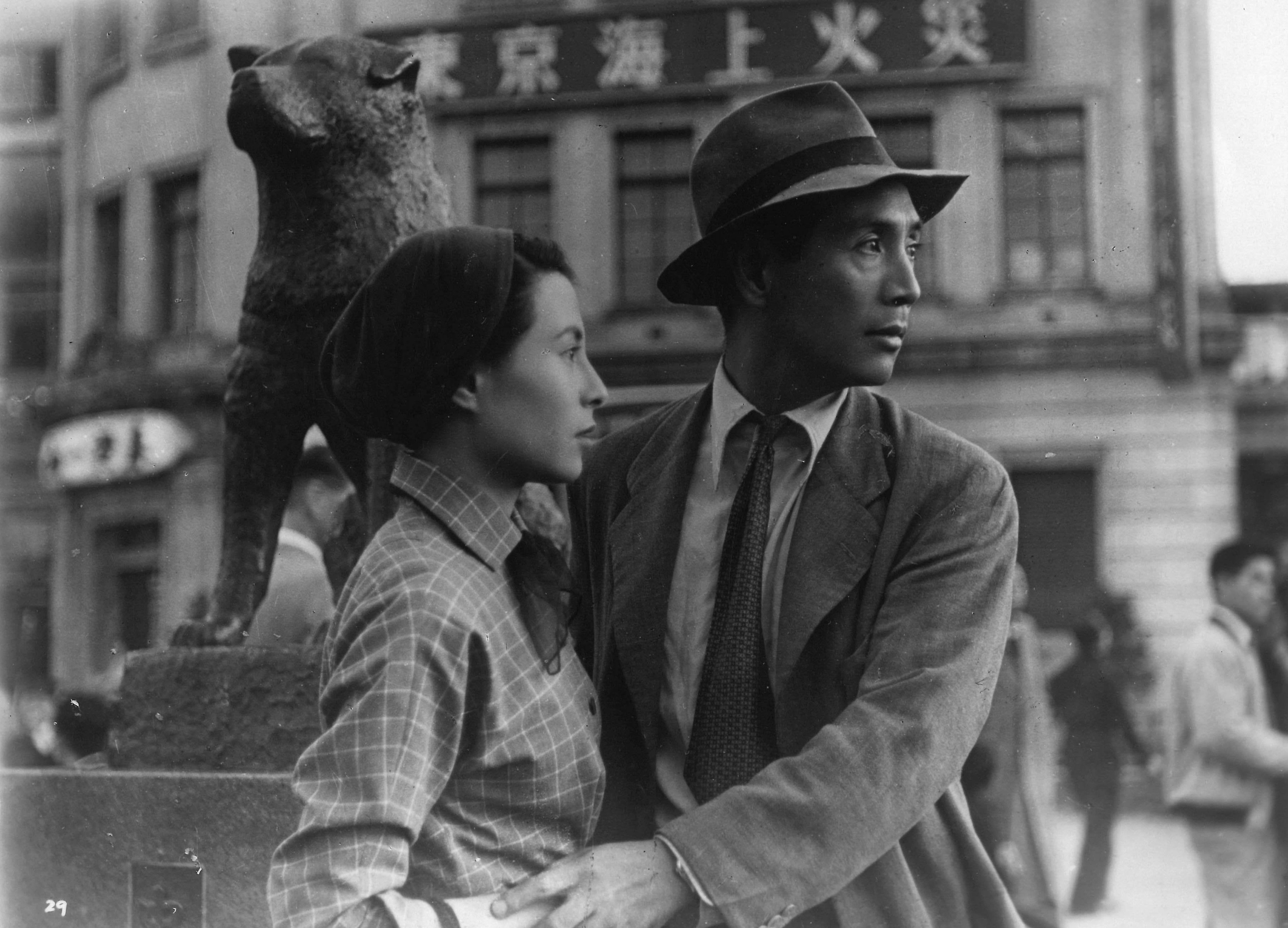
Yoshiko Kuga und Masayuki Mori vor der Statue im Film Koibumi (1953), der auf einem Roman von Niwa Fumio basiert

Die bronzene Hachikō-Statue (japanisch 忠犬ハチ公像 Chūken Hachikō zō, deutsch ‚Statue vom treuen Hund Hachikō‘) beim Bahnhof Shibuya in Tokio ist ein Denkmal für den Akita-Hund Hachikō. Sie würdigt die Treue des Hundes zu seinem Besitzer Ueno Hidesaburō.

## Hachikō
Hachikō (ursprünglich „Hachi“), geboren im November 1923 in der Stadt Ōdate, Akita, war ab Januar 1924 im Besitz des in Shibuya lebenden Professors der Kaiserlichen Universität Tokyo Ueno Hidesaburō. Jener verstarb jedoch unerwartet bereits im Mai des nachfolgenden Jahres. Bis dahin hatte Hachi Ueno regelmäßig zum Bahnhof begleitet und später wieder abgeholt. Infolge des Todes seines Besitzers kam er über mehrere Stationen schließlich zum ehemaligen Gärtner Uenos, der nahe der Shibuya-Station wohnte. Etwa von da an ging Hachi neun Jahre lang jeden Morgen und Abend zum Bahnhof, zum Ort, an dem er bereits vorher schon auf seinen damaligen Besitzer gewartet hatte. Wurde er dort anfangs wie ein Streuner behandelt, erhielt er durch einen Zeitungsartikel im Oktober 1932 große Popularität. Dank des Hundes erlangte der bisher unterentwickelte Bezirk landesweit eine hohe Bekanntheit.

## Statue
Die auf einem Granitsockel stehende, lebensgroße Bronzestatue befindet sich nahe der Kreuzung Shibuya Crossing, im Stadtteil  Dōgenzaka (umgangssprachlich zu Shibuya) des Bezirks Shibuya in Tokyo. Auf dem Sockel steht in japanischer Sprache auf einer Tafel „Treuer Hund Hachikō“.

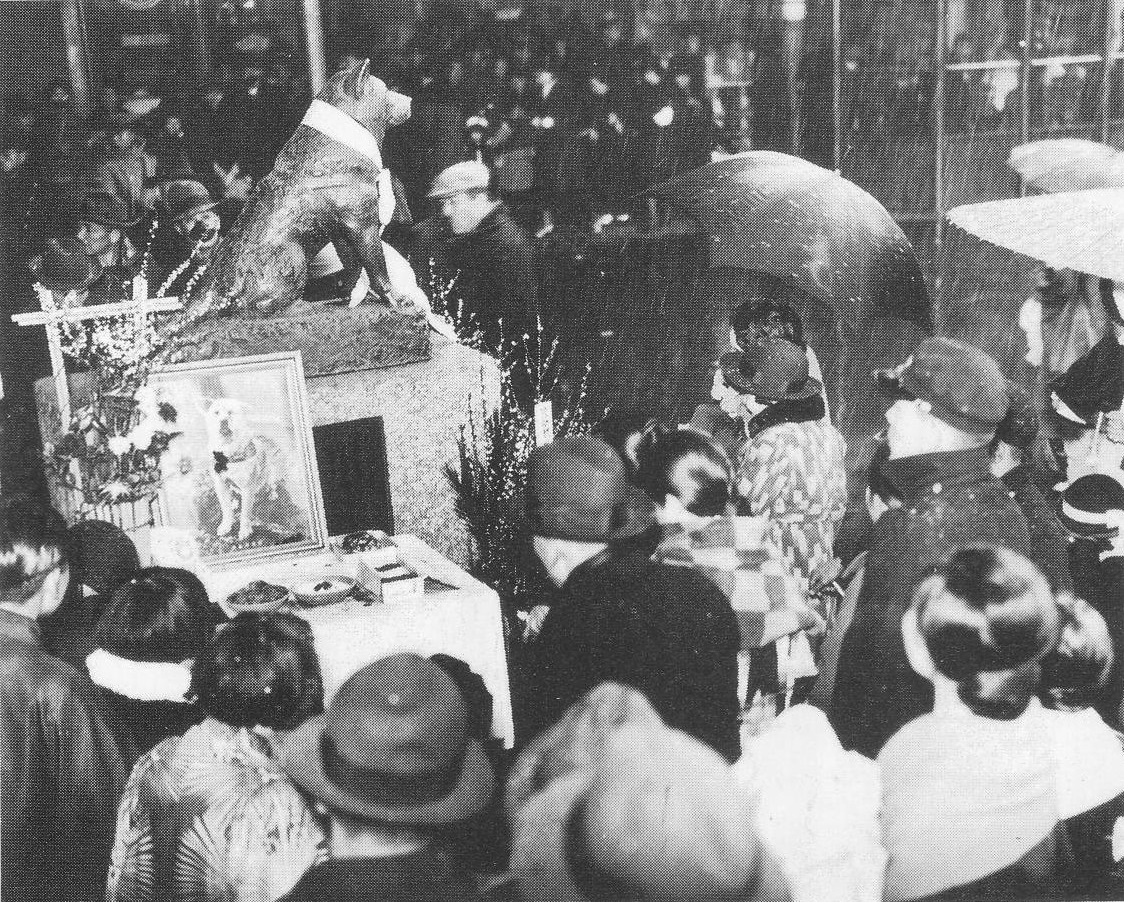
Statue am ersten Todestag Hachikōs, am 8. März 1936

Sie ist der Nachfolger der während des Zweiten Weltkriegs 1944 eingeschmolzenen Statue. Diese war durch den Künstler Andō Teru geschaffen worden. Finanziert wurde sie durch freiwillige Spenden. Andō Teru hatte sich entschieden, Hachikō in seinem damaligen Zustand darzustellen. So findet man beim sitzenden Hund ein hängendes Ohr auf der linken Seite. Es war das Resultat des Bisses eines anderen Hundes. An der Enthüllung am 21. April 1934 hatte Hachikō noch selbst teilgenommen. Bei der Einweihung der Statue waren tausende Menschen anwesend. Zu den Rednern gehörten ein Professor der Kaiserlichen Universität Tokio, der Generaldirektor der Tokioter Eisenbahngesellschaft sowie der Bürgermeister des Stadtteils Shibuya. Die Zeremonie wurde im Radio ausgestrahlt. Die Entscheidung der Regierung zur Einschmelzung der Statue aufgrund des damaligen Materialmangels rief Protest hervor. Nachdem der Krieg beendet war, erging an den Sohn Andōs, der selbst 1945 verstorben war, Takeshi, der Auftrag für eine neue Statue. Die originalgetreue Statue wurde am 15. August 1948 am selben Ort – 13 Jahre nach dem Tod Hachikōs nahe des Bahnhofs – feierlich enthüllt.
Anlässlich seines 100. Geburtstags wurde die Statue 2023 mit einer Kunstinstallation umgeben, die ein Schlafzimmer darstellte. Durch diese sah man Hachikō auf einem Bett sitzend. Weiterhin befanden sich in diesem Zimmer ein Futternapf, Zeitschriften sowie ein Sofa. Die Installation wurde durch den Künstler Tatsu Nishino geschaffen, der insgesamt eineinhalb Jahre an dieser gearbeitet hatte. Im selben Jahr wurde die Statue während der Maßnahmen der Stadt gegen ausufernde Halloween-Feiern in Shibuya mit Planen verhüllt.
Am 8. April wird jährlich der Hachikō-Tag gefeiert. An diesem Datum findet an der Statue eine Zeremonie statt, bei der sich hunderte Personen an der Statue versammeln. Der Tag findet einen Monat nach dem Todestag des Hundes statt, sodass er mit der Kirschblüte zusammenfällt.

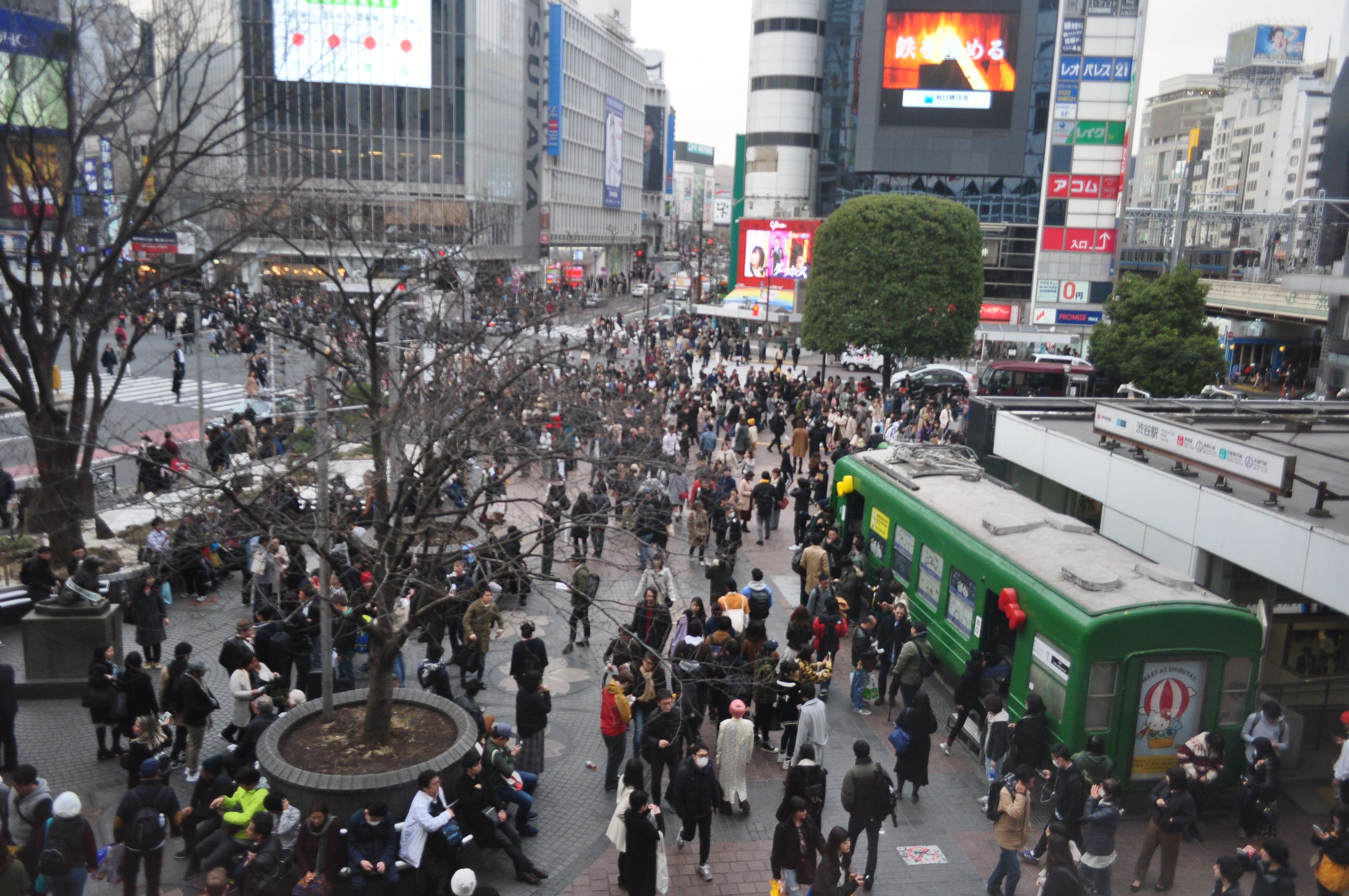
Bahnhof Shibuya; die Statue befindet sich im Bild links (2018); im Hintergrund Shibuya Crossing

Nahe der Statue befindet sich einer der fünf Zugänge zur Shibuya-Station, welchen bereits Ueno genutzt hatte. Dieser heißt heute „Hachikō-guchi“ bzw. „Hachiko-Entrance“.
Heute gehört die Statue zu „einem der bekanntesten Treffpunkte und Wahrzeichen von Tokio“ bzw. Shibuya. Sie ist ein beliebter Fotospot für Touristen und wird auch als „Maskottchen von Shibuya bezeichnet“.

## Weitere Statuen
Eine weitere Statue (am 9. März 2015 eingeweiht) in Tokyo befindet sich auf dem Gelände der Universität Tokyo, am Department für Landwirtschaft. Sie zeigt die Wiedervereinigung des Hundes mit seinem Besitzer Ueno Hidesaburo, der dort als Professor lehrte. Weitere Statuen stehen in der Geburtsstadt Hachikōs, in Ōdate sowie in der Geburtsstadt Uenos, an der Hisai-Station in Tsu, Mie.